# خانه حسین هاشمی
خانه حسین هاشمی مربوط به دوره قاجار است و در رفسنجان، محله قطب آباد، خیابان معلم، کوچه شماره ۲۳ واقع شده و این اثر در تاریخ ۲۴ اسفند ۱۳۸۳ با شمارهٔ ثبت ۱۱۳۹۸ به‌عنوان یکی از آثار ملی ایران به ثبت رسیده است.